# ジム・フックス
ジム・フックス (James ("Jim") Emanuel Fuchs、1927年12月6日 - 2010年10月8日)は、アメリカ合衆国の陸上競技選手。砲丸投の選手として、1948年ロンドンオリンピック、1952年ヘルシンキオリンピックに出場。2大会連続で銅メダルを獲得した選手である。
フックスは、ロンドンオリンピックで銅メダルを獲得した後の1940年代終盤に88連勝を達成し、さらに4回世界記録を更新するなど。この当時の世界で最も強い砲丸投選手であった。しかし彼の力も1952年のヘルシンキオリンピックまで持続することはなく、同大会では再び銅メダル獲得にとどまった。また、円盤投でも1951年のパンアメリカン競技大会で優勝するなどの実力を持っていた。
2010年10月8日、マンハッタンで亡くなった。享年82。

## 世界記録
- 砲丸投　17.79m　(1949年7月28日)
- 砲丸投　17.82m　(1950年4月29日)
- 砲丸投　17.90m　(1950年8月20日)
- 砲丸投　17.95m　(1950年8月22日)

## 主な実績
| 年   | 大会                   | 場所                           | 種目   | 結果 | 記録   |
| ---- | ---------------------- | ------------------------------ | ------ | ---- | ------ |
| 1948 | オリンピック           | ロンドン(イギリス)             | 砲丸投 | 3位  | 16.42m |
| 1951 | パンアメリカンゲームズ | ブエノスアイレス(アルゼンチン) | 砲丸投 | 1位  | 17.25m |
| 1951 | パンアメリカンゲームズ | ブエノスアイレス(アルゼンチン) | 円盤投 | 1位  | 48.91m |
| 1952 | オリンピック           | ヘルシンキ(フィンランド)       | 砲丸投 | 3位  | 17.06m |